# Eilema schistaceola
Eilema schistaceola är en fjärilsart som beskrevs av Embrik Strand 1916. Eilema schistaceola ingår i släktet Eilema och familjen björnspinnare. Inga underarter finns listade i Catalogue of Life.